# Katharina Loedige
Katharina Loedige (* 28. Februar 1962 in Vienenburg) ist eine schleswig-holsteinische Politikerin (FDP) und war von 2009 bis 2012 Abgeordnete des Schleswig-Holsteinischen Landtags.

## Ausbildung und Beruf
Katharina Loedige machte nach dem Realschulabschluss 1978 bis 1981 eine Ausbildung zur Rechtsanwalts- und Notarfachgehilfin. 1981 bis 1989 arbeitete sie im erlernten Beruf und war 1999 bis 2003 selbständige Immobilienmaklerin. Seit 2003 war sie Bürovorsteherin in einer Kanzlei in Kaltenkirchen.
Katharina Loedige ist evangelisch und ledig.

## Politik
Katharina Loedige ist seit 1987 Mitglied der FDP. Kommunalpolitisch ist sie für ihre Partei als Kreistagsabgeordnete im Segeberger Kreistag und Stadtvertreterin in Kaltenkirchen tätig. Von 2009 bis 2013 war sie Kreisvorsitzende der FDP im Kreis Segeberg.
2009 wurde sie in den Schleswig-Holsteinischen Landtag gewählt und war dort Mitglied im Finanzausschuss. Sie war stellvertretende Fraktionsvorsitzende, Parlamentarische Geschäftsführerin und finanzpolitische Sprecherin der FDP-Fraktion. Bei der vorgezogenen Landtagswahl 2012 konnte sie kein Mandat erringen.
Katharina Loedige wurde im Januar 2015 zur Vorsitzenden des FDP-Ortsverbandes Kaltenkirchen gewählt.